# Walk (chanson de Pantera)
Pour les articles homonymes, voir Walk.
Singles de Pantera
Hollow
(1992) I'm Broken
(1994)
Walk est une chanson et le quatrième single de Pantera issu du sixième album Vulgar Display of Power. Une performance live de Walk est inclus sur Official Live: 101 Proof, et la version studio est également sur la compilation  The Best of Pantera: Far Beyond the Great Southern Cowboys' Vulgar Hits!.

## Information sur le morceau
Le riff de Walk  est joué dans une signature rythmique de 12/8.  Dimebag Darrell a joué le riff à un soundcheck lors de la tournée de Cowboys from Hell et le reste du groupe l'a adoré.
Phil Anselmo dit que le message de la chanson est : "Take your fucking attitude and take a fuckin' walk with that. Keep that shit away from me". Son message était destiné à des amis qui ont traité le groupe différemment quand ils sont arrivés à la maison après la tournée pour Cowboys from Hell.
Le clip a été tourné au Riviera Theatre à Chicago.

## Sortie
La chanson a été sortie comme le quatrième et dernier single de Vulgar Display of Power en 1993. Le groupe a également publié un certain nombre d'EP et de remixes et de la chanson en 1993, notamment :
- Walk (EP)
- Walk Biomechanical
- Walk Live Material
- Walk Cervical

## Réception et récompenses
La chanson est considérée comme l'une des meilleures chansons du groupe et est également la chanson la plus connue de Pantera à la fois pour les fans de Pantera et les auditeurs occasionnels. La chanson classée numéro 16 sur VH1 des 40 meilleures chansons de metal. Guitar World magazine vote le  solo de guitare 57e des plus grands solos de guitare. La chanson a atteint le numéro 35 sur le UK Singles Chart et le numéro 23 sur le Billboard US dans le Hot 100 Singles (équivalent au numéro 123 sur le Billboard Hot 100).

## Reprise
Singles de Avenged Sevenfold
Seize the Day
(2006) Critical Acclaim
(2007)
La chanson a été reprise par de nombreux groupes, y compris Avenged Sevenfold, Trivium, Seether, Operator, Disturbed, Sevendust, Eviserate et Fear Factory (un extrait de celui-ci). Sully Erna le chanteur de Godsmack interprété la chanson avec les membres de Pantera qui se trouve sur leur DVD Smack This!. Disturbed et Chester Bennington a également fait équipe pendant Ozzfest 2001 à effectuer cette couverture.
Le groupe Kilgore a enregistré une version pour Extreme Championship Wrestling: Extreme Music.
Avenged Sevenfold a enregistré une reprise de la chanson, qui a été inclus sur leur album Live in the LBC & Diamonds in the Rough. Il a été libéré comme le premier single de l'album. Cependant, la chanson a été enregistrée pour le premier DVD du groupe, All Excess. Il a plus tard été inclus sur l'album car il n'est jamais sorti sur CD. Sur le DVD live qui a été inclus avec l'album qui a été enregistré au Long Beach Arena, le groupe a joué la chanson en live avec un membre du public (Matteo Valenza, selon les crédits du DVD Live) effectuer les chants.